# Junnosuke Schneider
Junnosuke Schneider (シュナイダー 潤之介 Schneider Junnosuke?), född 27 maj 1977 i Tokyo prefektur, är en japansk före detta fotbollsspelare.
Schneider började sin karriär 2000 i Gunma FC Fortona. 2001 flyttade han till Sagan Tosu. Han spelade 131 ligamatcher för klubben. Efter Sagan Tosu spelade han för Vegalta Sendai, Gainare Tottori, Yokohama FC och Nara Club. Han avslutade karriären 2015.